# Meensel-Kiezegem
Meensel-Kiezegem é uma secção da comuna belga Tielt-Winge situado na Flandres, província Brabante Flamengo.
Meensel e Kiezegem eram duas localidades distintas até à sua fusão em 1824.

## História da paróquia de Meensel-Kiezegem
No passado, a, paróquia de Meensel-Kieseghem compreendia uma capela situada em Molenbeke que depois for convertido na abadia de Parc. Em 5 de fevereiro de 1565, o prelado desta abadia, na razão de manter a dignidade religiosa, confere a capela a Hubert Arnoldi. Observe também que era a abadia da Índia e abadia de Heylissem que beneficiaram das benevolências da igreja Saint-Laurent de Meensel-Kieseghem.

## Drama
Um terço dos habitantes da vila não sobreviveram à Segunda Guerra mundial. A maior parte destes foram assassinados pouco antes do fim da guerra.
A 30 de julho de 1944, o colaborador Gaston Merckx foi abatido. A titulo de represálias, a 11 de Agosto os ocupadores alemães tinham preso todos os habitantes masculinos e enviaram muitos deles para o campo de exterminação onde 76 morreram.

## Pontos de interesse
- A igreja de Meensel no estilo gótico tardio.

## Habitantes célebres
- Local de nascimento de Eddy Merckx.